# الإسلام في رواندا

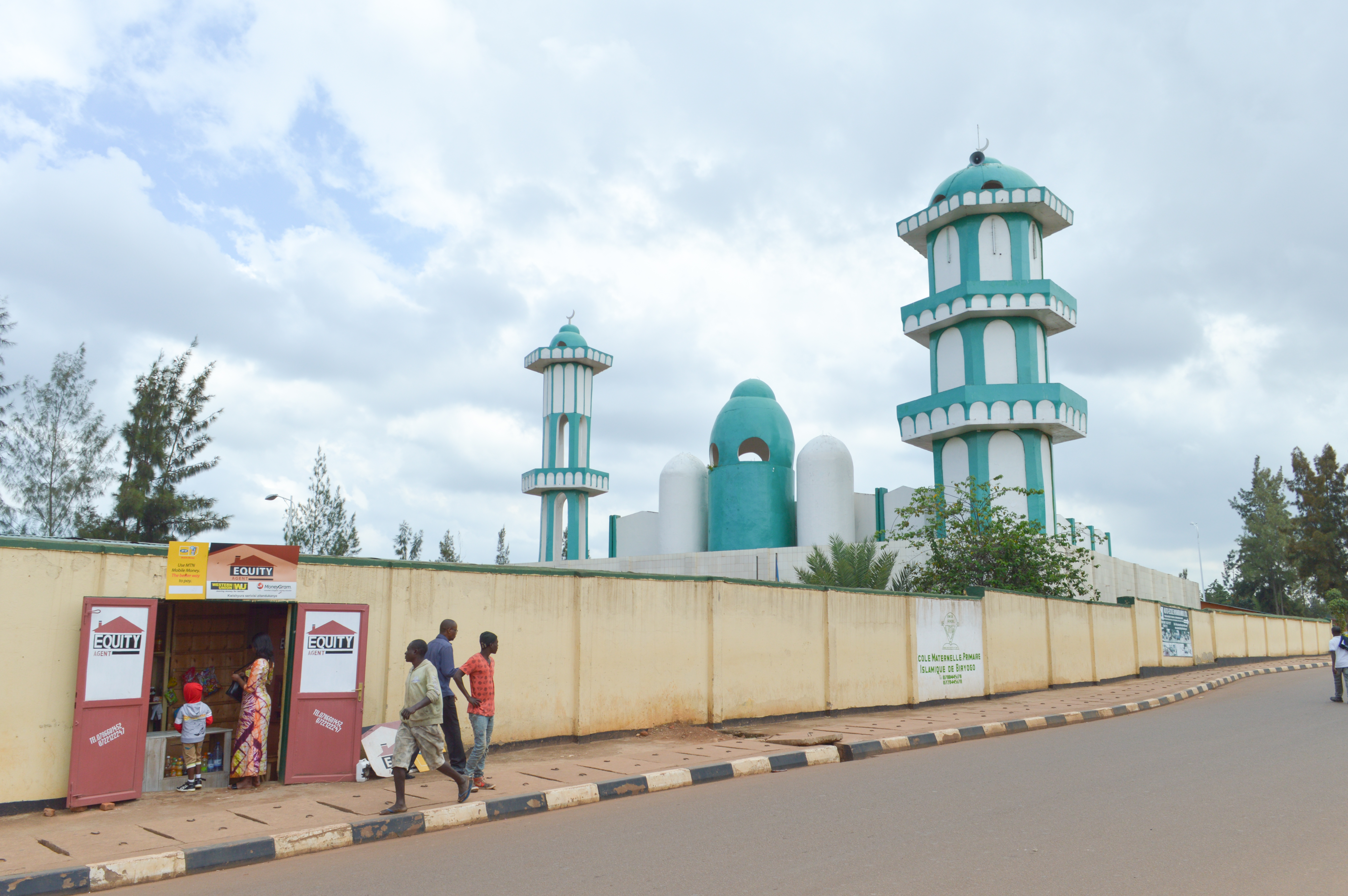
صورة للمسجد الأخضر (مسجد الفتح) في نياميرامبو ، كيغالي ، رواندا، والذي شُيِّد عام 1913م.

الإسلام هو أكبر أقلية دينية في رواندا، ويمارسه 2% من إجمالي السكان وفقًا لتعداد عام 2022. عمليا جميع المسلمين في رواندا هم من السنة. دخل الإسلام لأول مرة لروندا عن طريق التجار المسلمين من الساحل الشرقي لأفريقيا في القرن الثامن عشر. منذ أن دخلوا، كان المسلمون أقلية في الدولة، في حين أن الكنيسة الرومانية الكاثوليكية، التي قدمت إلى الروانديين خلال الفترة الاستعمارية في أواخر القرن التاسع عشر، هي أكبر ديانة في البلاد.
تشير التقديرات إلى وجود أعداد متساوية من المسلمين بين الهوتو كما هو الحال بين التوتسي. لا يمكن التحقق من التقديرات في أعقاب الإبادة الجماعية، حيث حظرت الحكومة منذ ذلك الحين أي نقاش حول العرق في رواندا.

## التاريخ

### التاريخ الاستعماري
مقارنة بدول شرق إفريقيا مثل تنزانيا وكينيا وأوغندا، فإن تاريخ الإسلام في رواندا حديث نسبيًا. بينما تتوفر بعض المصادر المكتوبة فيما يتعلق بأصولها، يُزعم أن الإسلام جاء من خلال التجار العرب من زنجبار الذين دخلوا البلاد لأول مرة في عام 1901. بدلاً من ذلك، قيل أن الإسلام وصل خلال الفترة الاستعمارية عندما تم جلب الكتبة المسلمين والمساعدين الإداريين والتجار من ساحل تنجانيقا الناطق باللغة السواحيلية إلى البلاد. كما تعزز الإسلام من قبل التجار المسلمين من شبه القارة الهندية، الذين تزوجوا من الروانديين المحليين. بنى الروانديون أول مسجد لهم عام 1913. يُعرف هذا المسجد بمسجد الفتح.
خلال تاريخها، بذلت العديد من الجهود لإعاقة انتشار الإسلام في رواندا. استغلت هذه الجهود بشكل عام معادية العرب وقدمت المسلمين على أنهم أجانب. غالبًا ما بذل المبشرون الكاثوليك جهوداً كبيرة لمواجهة ما يرونه من تأثير للأديان المنافسة، مثل الإسلام والبروتستانتية.
هُمش المسلمين أكثر بسبب حقيقة أن معظم المسلمين استقروا في مناطق حضرية، بينما كان حوالي 90% من السكان رواندا يعيشون في مناطق ريفية. نظرًا لأن التجار العرب والهنود لم يحاولوا أبدًا تعزيز مجتمعهم، لم تكن هناك روح التبشير بين المسلمين. لم يحدث سوى عدد قليل من التحويلات، معظمها بين سكان الحضر المهمشين: النساء اللائي تزوجن من أجانب، وأطفال غير شرعيين وأيتام. حتى هذه التحولات كانت في بعض الأحيان سطحية، مدفوعة بالرغبة في الأمن الاجتماعي والاقتصادي الذي يوفره المسلمون، وليس بسبب قناعة دينية في العقيدة الإسلامية.[بحاجة لمصدر مستقل]
تحت الإدارة البلجيكية كان المسلمون في رواندا إلى حد ما فئة مهمشة. بسبب أنه لا يوجد مكان للمسلمين في الكنيسة الكاثوليكية التي حافظت على تأثير كبير على الدولة وكان المسلمون كثيرا ما يُستبعدون من التعليم والوظائف المهمة في الحكومة. نتيجة لذلك اقتصرت فرص العمل للمسلمين إلى حد كبير في الانخراط في التجارة الصغيرة والعمل الحر البسيط كالعمل سائقين.

### بعد الاستقلال
في عام 1960 أمر وزير الحكومة السابق سيبازونغو حرق ميدان ومسجد للمسلمين في رواماغانا. عقب هذا الحدث شعر الكثير من المسلمون بالرعب وكثير منهم فروا إلى البلدان المجاورة. يزعم أن الكنيسة الكاثوليكية شاركت في هذه الأحداث التي أدت إلى تفاقم العداوة بين المسلمين والمسيحيين
كان يُنظر إلى المسلمين قبل الإبادة الجماعية عام 1994 بنظرة دونية لأنهم في رواندا كانوا يرون أنهم تجار بينما يحظى المزارعين بتقدير كبير. كان عدد المسلمين قبل الإبادة الجماعية 4% التي كانت تعتبر منخفضة بشكل غير عادي مقارنة مع البلدان المجاورة.

### خلال الإبادة الجماعية
خلال الإبادة الجماعية في رواندا لم يكن الإسلام كدين الهدف الرئيسي لعمليات الإبادة الجماعية. كان المسلمون قادرين على ردع معظم المسلمين من المجازر فضلا عن العديد من التوتسي غير المسلمين. وفقا لمارك لاسي من صحيفة نيويورك تايمز فإن مكان الأكثر آمانًا أثناء الإبادة الجماعية كانت مناطق المسلمين. كانت كيغالي مزدحمة بالكثير من المسلمين خاصة في حي بيريوغو. عندما حاصرت ميليشيات الهوتو المكان لم يتعاون الهوتو المسلمين مع الهوتو القتلة. الهوتو المسلمين كان يقولون أنهم يشعرون بالارتباط أكثر من خلال الدين وليس من خلال العرق مما قلل من قتلى مسلمي التوتسي. في حين أن الهوتو المسلمين حفظوا أرواح معظم مسلمي التوتسي فإنهم أيضًا كذلك حفظوا أرواح الآلاف من التوتسي المسيحيين. تكلم الأئمة علنًا ضد أعمال القتل وحثوا أتباعهم على عدم المشاركة في المجازر.[بحاجة لمصدر]
لم يكن هناك سوى عدد قليل من الحوادث التي تعرضت لهجوم من قبائل التوتسي على المساجد. أكثر الأمثلة المعروفة على نطاق واسع هي في مسجد نياميرامبو الرئيسي حيث احتشد المئات من التوتسي للجوء فيه. خاض اللاجئون للمسجد مواجهة مع ميليشيات الهوتو باستخدام الأقواس والحجارة والسهام وأبدوا مقاومة شرسة ضد الجنود وأفراد من ميليشيا انتراهاموي. لمرة واحدة فقط هاجم الجنود بنيران مدفع رشاش مما جعل ميليشيا انتراهاموي قادرة على دخول المسجد وقتل اللاجئين.[بحاجة لمصدر]
في بعض الحالات كان الهوتو خائفون من البحث في ميادين مسلمي التوتسي. يعتقد على نطاق واسع أن المسلمين ومساجدهم محميون من قبل السحر والجن (مخلوقات من نار مذكورة في القرآن) مما أنقذ حياة العديدين من التوتسي الذين لجؤوا إلى المسلمين. في حالة واحدة فقط اضرمت النار في مسجد سيانغوغو ولكن مشعلي النار هربوا بدلا من تدمير المسجد لأنهم كانوا يعتقدون أن الجن كانوا متواجدين داخل المسجد. في بعض الحالات عندما كان يسفر عن مقتل مسلم فإن أحد التوتسي يشهد: «إذا حاول أحد مسلمو الهوتو قتل شخص مختبأ في أحيائنا فإننا نطلب منه أولا أن يقوم بتمزيق القرآن. بالتالي بسبب خوفه من فعل ذلك فإنهم يرحلون عنا وتم انقاذ الكثير منا بهذه الطريقة».[بحاجة لمصدر]

### ما بعد الإبادة
ازداد عدد المسلمين في رواندا بعد الإبادة الجماعية عام 1994 بسبب اعتناق الإسلام بأعداد كبيرة. أحد الأسباب المحتملة هو حماية المسلمين للعديد من اللاجئين سواء من الهوتو أو التوتسي. يفسر البعض أنهم تحولوا إلى الإسلام بسبب الدور الذي لعبه بعض الزعماء الكاثوليك والبروتستانت في الإبادة الجماعية. وقد وثقت جماعات حقوق الإنسان العديد من الحوادث التي يسمح فيها رجال الدين المسيحيين من التوتسي باللجوء إلى الكنائس ثم التبليغ عنهم لدى ميليشيات الهوتو. كما تم توثيق تشجيع الكهنة ووزراء الهوتو لأتباعهم على قتل التوتسي.
قرر عدد كبير من التوتسي اعتناق الدين الإسلامي لمعرفتهم بأن المسلمين سيحمونهم من المتطرفين الهوتو. العديد من الهوتو أيضا قاموا بتغيير ديانتهم إلى الإسلام بعدما قرروا ترك ماضيهم العنيف وراءهم أملا في الاختفاء داخل المجتمع المسلم وبالتالي الهروب من الاعتقال.
تباطأت معدلات التحولات في عام 1997. وفقًا لمفتي رواندا، لم تشهد الجالية الإسلامية أي زيادة في اعتناق الإسلام في 2002/2003. تظل المسيحية الديانة الرئيسية في البلاد. تظل الكاثوليكية (التي وصلت في أواخر القرن التاسع عشر بأمر من الآباء البيض من الكنيسة الرومانية الكاثوليكية) راسخة بعمق في الثقافة.
وفقًا لنشاط المجموعات الدعوية الإسلامية، أوضح دعاة مؤسسة رسالة التنمية أن قرية "كبيرزي" كانت قد دخلها الإسلام، وعدد الأُسَر المسلمة بالقرية يتجاوز 150 أسرة، بالإضافة إلى عدد كبير من الأطفال المسلمين يُقدَّرون بحوالي 200 طفل مسلم، ويبلغ عدد سكان القرية بالكامل 3000 نسمة، وتستهدف مؤسسة رسالة التنمية دخولهم جميعًا إلى الإسلام.

## النشاطات
يعمل الكثير من المسلمين الروانديين في الجهود المبذولة لرأب التوترات العرقية بعد أعمال الإبادة الجماعية والجماعات الإسلامية تهدف إلى الوصول إلى الفئات المحرومة على سبيل المثال من خلال تشكيل المجموعات النسائية التي توفر التعليم على رعاية الطفل.
يلاحظ أن عطلة المسلمين الدينية عيد الفطر تعتبرها الحكومة أحد أربع عطلة دينية رسمية (جنبا إلى جنب مع عيد الميلاد، عيد جميع القديسين، وعيد رفع مريم). المسلمون يعملون أيضا في المدارس الإسلامية الخاصة. في عام 2003 أشرفت السفارة الأميركية على تجديد مدرسة ثانوية إسلامية في كيغالي. قادة في السفارة التقوا مع قادة مسلمين جنبا إلى جنب مع أعضاء من الكنائس الكاثوليكية والانجيلية، السبتيين لإجراء محادثات بين الأديان.
يوجد في رواندا أحزاب دينية سياسية مثل الحزب الديمقراطي الإسلامي بالإضافة إلى الأحزاب غير الإسلامية.

## السكان
هناك مجموعة كبيرة التقديرات لعدد السكان المسلمين في رواندا. لم يجر أي إحصاء دقيق للسكان المسلمين.
| مصدر                                                       | السكان (بالآلاف) | تعداد السكان (٪) | عام                             | المرجع |
| ---------------------------------------------------------- | ---------------- | ---------------- | ------------------------------- | ------ |
| واشنطن بوست                                                | 1148             | 14               | 2002                            | [ 12 ] |
| واشنطن بوست                                                |                  | 7                | 1993 "قبل أن تبدأ عمليات القتل" | [ 12 ] |
| كتاب حقائق العالم                                          | 456              | 4.6              | 2001                            | [ 13 ] |
| اوقات نيويورك                                              |                  | 15               | 2004                            | [ 10 ] |
| موسوعة وورلدمارك للثقافة والحياة اليومية                   | 350              | 5                | 1998                            | [ 14 ] |
| وزارة الخارجية الأمريكية (مسح صندوق الأمم المتحدة للسكان ) |                  | 1.1              | 1996                            | [ 15 ] |
| وزارة الخارجية الأمريكية (دراسة جامعية)                    |                  | 4.6              | 2001                            | [ 15 ] |

أفاد تقرير صادر عن الحكومة الرواندية في 1 نوفمبر 2006، أن 56.5% من سكان رواندا هم كاثوليك، و26% بروتستانت، و11.1% سبتيون، و4.6% مسلمون، و1.7% لا دينيون، و0.1% يمارسون معتقدات السكان الأصليين التقليدية.